# Mark Alarie
Mark Steven Alarie (Phoenix, Arizona, 11 de diciembre de 1963) es un exbaloncestista estadounidense que disputó cinco temporadas en la NBA. Con 2,03 metros de estatura, jugaba en la posición de ala-pívot.

## Trayectoria deportiva

### Universidad
Jugó durante cuatro temporadas con los Blue Devils de la Universidad Duke, en las que promedió 16,1 puntos y 6,3 rebotes por partido. Hizo historia en su universidad al ser, junto con Johnny Dawkins, los primeros en sobrepasar los 2.000 puntos en su carrera. Fue elegido en el mejor quinteto de la Atlantic Coast Conference en 1984 y 1986 y en el segundo en 1985.

### Profesional
Fue elegido en la decimoctava posición del Draft de la NBA de 1986 por Denver Nuggets, donde completó una buena temporada como novato, siendo titular en 25 partidos, y promediando 7,9 puntos y 3,3 rebotes por partido. Al año siguiente fue traspasado, junto con Darrell Walker a Washington Bullets, a cambio de Michael Adams y Jay Vincent.
En los Bullets jugó cuatro temporadas como suplente de Bernard King, siendo su mejor campaña la de 1989-90, cuando promedió 10,5 puntos y 4,6 rebotes por partido. Mediada la temporada siguiente sufrió una grave lesión en la pierna, que le obligó a retirarse. En el total de su corta carrera como profesional promedió 7,5 puntos y 3,4 rebotes.

## Estadísticas de su carrera en la NBA

### Temporada regular
| Temp.   | Edad | Equipo     | Liga | P   | TIT | MIN  | TC  | TCA | %TC  | 3P  | 3PA | %3P  | TL  | TLA | %TL  | R.OF. | R.DEF. | REB | ASIS | ROB | TAP | PER | FP  | PTS  |
| 1986-87 | 23   | Denver     | NBA  | 64  | 25  | 17.3 | 3.4 | 6.9 | .490 | 0.0 | 0.1 | .222 | 1.0 | 1.6 | .663 | 1.1   | 2.2    | 3.3 | 1.2  | 0.3 | 0.4 | 0.9 | 2.2 | 7.9  |
| 1987-88 | 24   | Washington | NBA  | 63  | 0   | 12.2 | 2.3 | 4.8 | .480 | 0.1 | 0.3 | .222 | 0.6 | 0.8 | .714 | 1.1   | 1.4    | 2.5 | 0.6  | 0.2 | 0.2 | 0.8 | 1.7 | 5.2  |
| 1988-89 | 25   | Washington | NBA  | 74  | 5   | 15.4 | 2.8 | 5.8 | .478 | 0.2 | 0.5 | .342 | 1.0 | 1.2 | .839 | 1.4   | 2.1    | 3.4 | 0.9  | 0.3 | 0.3 | 0.8 | 2.2 | 6.7  |
| 1989-90 | 26   | Washington | NBA  | 82  | 10  | 23.1 | 4.5 | 9.6 | .473 | 0.1 | 0.6 | .204 | 1.3 | 1.6 | .812 | 1.8   | 2.7    | 4.6 | 1.7  | 0.7 | 0.5 | 1.2 | 2.7 | 10.5 |
| 1990-91 | 27   | Washington | NBA  | 42  | 1   | 14.0 | 2.4 | 5.4 | .440 | 0.1 | 0.5 | .238 | 1.0 | 1.1 | .854 | 1.0   | 1.8    | 2.8 | 1.1  | 0.4 | 0.2 | 1.0 | 2.1 | 5.8  |
| Total   |      |            | NBA  | 325 | 41  | 16.9 | 3.2 | 6.7 | .475 | 0.1 | 0.4 | .252 | 1.0 | 1.3 | .775 | 1.3   | 2.1    | 3.4 | 1.1  | 0.4 | 0.3 | 1.0 | 2.2 | 7.5  |

### Playoffs
| Temp.   | Edad | Equipo     | Liga | P | MIN | TCA | TC | 3PA | 3P | TLA | TL | R.OF. | REB | ASIS | ROB | TAP | PER | FP | PTS | %TC  | %3P  | %FT   | MIN  | PTS | REB | AST |
| 1986-87 | 23   | Denver     | NBA  | 3 | 41  | 9   | 15 | 0   | 0  | 2   | 2  | 0     | 5   | 1    | 2   | 2   | 4   | 9  | 20  | .600 |      | 1.000 | 13.7 | 6.7 | 1.7 | 0.3 |
| 1987-88 | 24   | Washington | NBA  | 1 | 4   | 1   | 2  | 1   | 2  | 0   | 0  | 0     | 1   | 0    | 0   | 0   | 0   | 0  | 3   | .500 | .500 |       | 4.0  | 3.0 | 1.0 | 0.0 |
| Total   |      |            | NBA  | 4 | 45  | 10  | 17 | 1   | 2  | 2   | 2  | 0     | 6   | 1    | 2   | 2   | 4   | 9  | 23  | .588 | .500 | 1.000 | 11.3 | 5.8 | 1.5 | 0.3 |